# Дворська Вас (Радовлиця)
Дворська Вас (словен. Dvorska vas) — поселення в общині Радовліца, Горенський регіон, Словенія. Висота над рівнем моря: 526,9 м.